# Still Corners
Still Corners là một ban nhạc dream pop được thành lập vào năm 2007 bao gồm nhạc sĩ/nhà sản xuất Greg Hughes và ca sĩ Tessa Murray. Tessa tình cờ gặp Greg tại một điểm dừng xe lửa ở London khi tàu được chuyển hướng đến một nhà ga thay thế. Murray xuất thân từ Anh và Hughes lớn lên ở Arizona và Texas và chuyển đến Anh trong một vài năm để theo đuổi cuộc sống trong âm nhạc.

## Lịch sử
Still Corners tự phát hành bản EP đầu tay của họ, Remember Pepper?, vào ngày 13 tháng 6 năm 2008, tiếp theo là đĩa đơn "Don't Fall in Love", được phát hành bởi hãng đĩa Anh, The Great Pop Supplement vào ngày 30 tháng 8 năm 2010.
Bộ đôi đã ký hợp đồng với hãng thu âm Sub Pop vào năm 2011 và phát hành tác phẩm đầu tay đầy đủ đầu tiên của họ, Creatures of a Hour, được đánh giá là tích cực.
Vào tháng 10 năm 2012, ban nhạc đã phát hành một đĩa đơn mới, "Firefly", và được Pitchfork gọi là "Best New Track"
Vào tháng 2 năm 2013, Still Corners thông báo rằng album thứ hai của họ, Strange Pleasure, sẽ được phát hành trên Sub Pop vào tháng 5 năm 2013. Đĩa đơn thứ hai, "Berlin Lovers", được phủ sóng rộng rãi. Strange Pleasure được ban hành vào ngày 7 tháng Năm.
Vào ngày 29 tháng 6 năm 2016, ban nhạc đã công bố phát hành vào ngày 16 tháng 9 cho album thứ ba của họ, Dead Blue, trên nhãn Wrecking Light Records của riêng họ; Still Corners cũng chia sẻ video cho đĩa đơn đầu tiên của album, "Lost Boys".
Vào ngày 18 tháng 8 năm 2018, ban nhạc đã phát hành album thứ tư Slow Air thông qua Wrecking Light Records. Sau khi phát hành Still Corners lưu diễn rộng rãi ở Châu Âu, Bắc Mỹ và Châu Á.

## Thành viên ban nhạc
- Tessa Murray - hát, synthesizer
- Greg Hughes - nhà sản xuất/multi-instrumentalist

## Danh sách đĩa hát

### Album phòng thu
- Creatures of an Hour (2011, Sub Pop)
- Strange Pleasures (2013, Sub Pop)
- Dead Blue (2016, Wrecking Light)
- Slow Air (2018, Wrecking Light)

### Đĩa đơn và EP
- Remember Pepper? CD EP (2007, tự phát hành)
- "Don't Fall in Love" 7" (2010, The Great Pop Supplement)
- "Eyes" (Rogue Wave cover) trực tuyến (2010, tự phát hành)
- "History of Love" split 7" với The New Lines (2011, The Great Pop Supplement)
- "Cuckoo" 7" (2011, Sub Pop)
- "Endless Summer" đĩa quảng bá (2011, Sub Pop)
- "Into the Trees" đĩa quảng bá (2011, Sub Pop)
- "Cabot Cove" flexi 7" (2011, Sub Pop)
- "Fireflies" 7" (2012, tự phát hành)
- "Berlin Lovers" trực tuyến (2013, Sub Pop)
- "Horses at Night" trực tuyến (2015, tự phát hành)

### Xuất hiện tổng hợp
- "Endless Summer" trên Gruff Trade EP (2010, Fierce Panda)

## Sử dụng phương tiện truyền thông
| Bài hát                                   | Xuất hiện trong                                 | Loại        |
| ----------------------------------------- | ----------------------------------------------- | ----------- |
| "The Twilight Hour"                       | Gossip Girl                                     | truyền hình |
| "Endless Summer"                          | Nokia Lumia 920                                 | quảng cáo   |
| "Fireflies"                               | Made in Chelsea                                 | truyền hình |
| "Fireflies", "The Trip"                   | Awkward                                         | truyền hình |
| "Fireflies"                               | Cardinal Burns                                  | truyền hình |
| "Endless Summer"                          | Waterloo Road                                   | truyền hình |
| "The Twilight Hour"                       | Senka                                           | phim ngắn   |
| "Velveteen", "Strange Pleasures"          | Bare                                            | phim        |
| "I Wrote in Blood"                        | Beauty & the Beast                              | truyền hình |
| "Strange Pleasures"                       | Alamo Drafthouse Cinema, Steven Spielberg month | quảng cáo   |
| "Don't Fall in Love", "Beginning to Blue" | You're the Worst                                | truyền hình |
| "Fireflies"                               | Weediquette                                     | truyền hình |
| "Endless Summer"                          | Abandoned                                       | truyền hình |